# TéléMiroir (chaîne de télévision)
TéléMiroir était une chaîne de télévision locale généraliste privée française nîmoise créée en 1987 et diffusée jusqu'au 7 février 2011, date à laquelle elle devient TV Sud Camargue-Cévennes avant de prendre le nom de ViàOccitanie Pays Gardois (qui appartient à la société Médias du Sud).

## Historique de la chaîne

### Création
- 1987 : premier pilote déposé à la mairie de Nîmes par Philippe Reig et Daniel Martinez.
- 1996 : télévision sur le réseau câblé de Nîmes.
- 1999 : autorisation provisoire d'émettre sur le réseau hertzien.
- 2002 : le fondateur de l’hebdomadaire Courrier international et de CanalWeb Jacques Rosselin, l'ancien président de l’agence de marketing direct Wunderman Emmanuel des Moutis et l'ancien directeur de la société Tag Heuer, avec le soutien de la fondation Berlys de Pierre Bergé, fondent Antennes Locales pour développer un réseau de chaînes locales, soit en répondant aux appels d'offres du CSA pour de nouvelles fréquences, soit en prenant des participations dans des télévisions locales déjà existantes. Antennes Locales est adossé en 2004 au Groupe Hersant Média.
- 2004 :
  - TéléMiroir : À la suite de l'appel aux candidatures lancé le 25 novembre 2003 à Nîmes (Gard), la société TMS, proposée en partenariat avec les collectivités locales et dont les principaux actionnaires sont MM. Philippe Reig et Daniel Martinez, a été présélectionnée par décision du 3 novembre 2004. Après avoir approuvé, le 12 avril 2005, la convention de TéléMiroir, le Conseil par décision du 17 mai 2005 a délivré à la chaîne une autorisation de diffusion pour une durée de dix ans. (source CSA)
  - Février : autorisation du CSA pour la diffusion sur le câble.
- 2005 : démarrage de TéléMiroir sur le réseau hertzien.
- 2006 : Antennes Locales adossé au Groupe Hersant Média (GHM) entre au capital à hauteur de 62 %.
- Juin 2008 : TéléMiroir sur la TNT depuis l'émetteur du Bas Rhône.
- 2009 :
  - Juillet : TéléMiroir quitte GHM. La chaîne est reprise par ses deux dirigeants Christophe Musset et Pierre-Paul Castelli. Elle est devenue une filiale du groupe Médias du Sud, au sein duquel figurent notamment la franchise Paru Vendu Bagnols-sur-Cèze et TV Sud, une chaîne de télévision de promotion touristique diffusée dans les hôtels et les offices de tourisme du Gard.
  - Décembre : lancement du TéléMiroir Magazine, un programme télé chaque quinze jours édités à 50 000 exemplaires diffusés gratuitement sur le grand Nîmes, dans 700 dépôts.

- 2010 : TéléMiroir intègre le nouveau groupe Médias du Sud.
- 7 février 2011 : TéléMiroir fusionne avec 7L TV et change de nom pour TV Sud avec deux décrochages régionaux respectivement TV Sud Camargue-Cévennes et TV Sud Montpellier.

### Identité visuelle

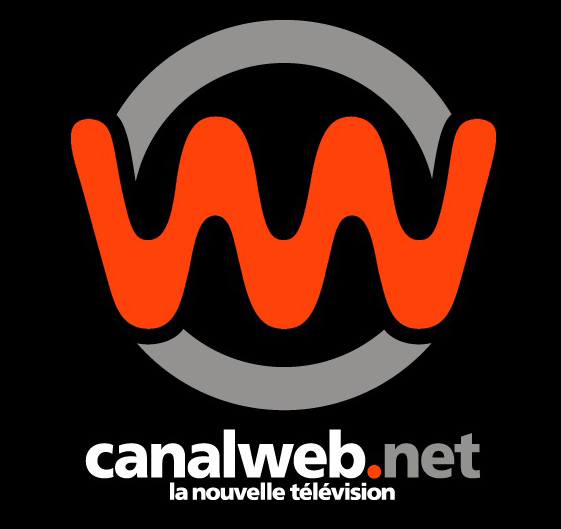
Logo de canalweb 30 de 1998 à 2002
Logo de TéléMiroir de 1996 à 2006
Logo de TéléMiroir de 2006 au 7 février 2011